# Шас-марэ
Шас-марэ или шасс-марэ (фр. Chasse-marée) — историческое название французских двух- или трёхмачтовых парусных судов, которые применялись для прибрежного плавания и рыболовства. Первое свидетельство о судах этого типа отмечено в XIV веке, наиболее масштабное их использование отмечено в XVIII—XIX веках. Особую популярность их использование приобрело в XVIII веке среди контрабандистов во время континентальной блокады Великобритании, которую объявил Наполеон I. Название судна в переводе с французского означает «ловец морского прилива» (сhasse — охотиться, ловить; marée — прилив), так как судовождение при входе в порты Бретани принимало во внимание перепады уровня воды и динамику отливов и приливов.

## Конструкция
Корпус такого судна имел непрерывную палубу и острые обводы. На трёхмачтовых кораблях средняя мачта несла на себе большой люгерный парус, над которым располагался топсель. Этой мачте придавался наклон в сторону кормы. Фок-мачта была смещена в сторону носа, стояла вертикально и несла на себе аналогичное парусное вооружение, но меньшей площади. Грузоподъёмность достигала 100 тонн.